# Beaurain Château
Beaurain Château is een gehucht in de Franse gemeente Beaurainville in het departement Pas-de-Calais. Het ligt aan de Canche, in het oosten van de gemeente, zo'n kilometer ten zuidoosten van het centrum van Beaurainville.

## Geschiedenis
Een oude vermelding van de naam Beaurain dateert uit de 8ste eeuw als Belrinium super fluvio Quanta. Uit de 12de eeuw dateert de naam Belrem, die vermeld werd op het Tapijt van Bayeux als de plaats waar graaf Gwijde I van Ponthieu de Angelsaksische koning Harold II in een kasteel zou hebben gevangen gehouden. Uit de 12de eeuw dateert Castellum de Belraim, uit de 14de eeuw Biaurain-le-Chastel. De kerk van Beaurain Château was een hulpkerk van de kerk van Beaurainville. De kastelen van Beaurain Château raakten in de loop der eeuwen vernield.
Op het eind van het ancien régime werd Beaurain Château in de gemeente Beaurainville ondergebracht.

## Bezienswaardigheden
- De Église Saint-Nicolas. De kerkklok uit 1774 werd geklasseerd als monument historique in 1943.[1]